# ترس پنهان
ترس پنهان (انگلیسی: Hidden Fear) یک فیلم در سبک جنایی به کارگردانی آندری دی‌تاث است که در سال ۱۹۵۷ منتشر شد. از بازیگران آن می‌توان به جان پین اشاره کرد.